# Зоосадизм
Зоосадизм — разновидность садизма, при которой средством получения наслаждения (в том числе сексуального) является жестокое обращение с животными. Термин введён немецким писателем, режиссёром и культурологом Эрнестом Борнеманом.

## Исследования
В 1971 году американские социальные психологи определили «типичного» мучителя животных как мальчика в возрасте 9,5 лет, с IQ, равным 91, подвергавшегося насилию. Детский психиатр Э. Визард прокомментировала это следующим образом:
«Они топтали ногами небольших хомяков или мышей, и поджигали животных живьём. Это бессмысленная жестокость, для которой не может быть никакого оправдания».
По мнению Э. Визард, «…жестокость к животным, сопровождаемая сексуальным интересом к ним, является показателем высокой вероятности формирования личности будущего сексуального преступника».
Некоторые исследования также продемонстрировали, что люди, готовые нанести вред животным или получают от этого удовольствие, могут так же относиться и к людям.
«По данным ФБР, жестокое обращение с животными является одним из признаков, которые можно отследить в компьютерных записях насильников и серийных убийц, и руководство по диагностике психиатрических и эмоциональных расстройств содержит жестокое обращение с животными в качестве критерия расстройства поведения».
По данным Ресслера и других (1988), 36 % убийц на сексуальной почве истязали животных в детстве, 46 % из них истязали животных в подростковом возрасте, и 8 из 36 убийц на сексуальной почве продемонстрировали интерес к совершению зоосексуальных актов. Но, как отмечает Х. Гэвин в своей работе 2013 года, «это не является универсальной чертой. Деннис Нильсен имел трудности в социальных контактах, но любил свою верную собаку, дворнягу Блип. После ареста он очень беспокоился о её благополучии, поскольку она также была доставлена в полицейский участок».
Алан Фелтхус сообщил в своей статье «Агрессии против кошек, собак и людей» (1980), что «обследование пациентов психиатрических больниц, которые неоднократно пытали собак и кошек, продемонстрировало, что все они, включая пациента-убийцу мальчика, имели также высокий уровень агрессии к людям».

## Правовой статус
В США с 2010 года признано федеральным преступлением создание или распространение «непристойных» изображений «млекопитающих, птиц, рептилий, амфибий… подвергнутых тяжким телесным повреждениям». Эта норма закона заменила действующую ранее норму 1999 года, которая была признана неконституционной в ходе процесса «США против Стивенса».

## Насекомые
Одной из разновидностей зоосадизма является жестокое отношение к насекомым. Так, римский писатель Плутарх в своих «Сравнительных жизнеописаниях» упоминал, что император Домициан развлекался тем, что ловил мух и пронзал их иглами.